# Arretotherium
Arretotherium  is een geslacht van uitgestorven evenhoevigen uit de familie Anthracotheriidae die tijdens het Vroeg-Mioceen in Noord-Amerika leefde.

## Fossiele vondsten
Fossielen van Arretotherium zijn gevonden in Canada, de Verenigde Staten, Mexico en Panama en dateren uit de North American Land Mammal Ages Arikareean en Hemingfordian. Het geslacht omvat vier soorten:
- A. acridens: de typesoort is bekend van vondsten uit Montana en Texas uit het Arikareean.
- A. fricki: tijdens het Vroeg-Hemingfordian leefde deze soort met fossiele vondsten in Saskatchewan, Nebraska en South Dakota.
- A. leptodus: fossielen van deze soort zijn gevonden in South Dakota en dateren uit het Arikareean.
- A. meridionale: een partiële onderkaak van deze soort is gevonden in de Las Cascadas-formatie uit het Arikareean in Panama. Het is de eerste vondst van de Anthracotheriidae uit de Amerikaanse tropen.

## Kenmerken
Arretotherium was een semi-aquatisch dier ter grootte van een koe.